# Atrás das Nuvens
Atrás das Nuvens é um filme português realizado em 2007 por Jorge Queiroga.
A estreia em Portugal foi a 31 de Maio de 2007.